# مذنب منطفئ
مذنب منطفئ أو مذنب منقرض هي المذنبات التي قذت معظم الجليد والمواد المتطايرة ونحل عنها وتركت القليل لتشكيل الذيل أو ذوابة المذنب. المادة المتطايرة الموجودة في نواة المذنب تبخرت بعيدا، وكل ما تبقى هو صخرة خاملة مظلمة وغير نشطة أو أنقاض التي يمكن أن تشبه الكويكب. قد تمر المذنبات خلال مرحلة انتقالية في طريقها إلى الانقراض. وقد يكون المذنب هامدا بدلا من منقرض، إذا كانت عناصره المتطايرة محفوظة تحت طبقة سطج غير نشط.

## طبيعة المذنبات المنطفئة
كل مذنب يعجز عن تشكيل ذيل أو ذوابة المذنب عند اقترابة من الشمس وعند اجتيازة الحضيض يعتبر مذنب منطفئ،

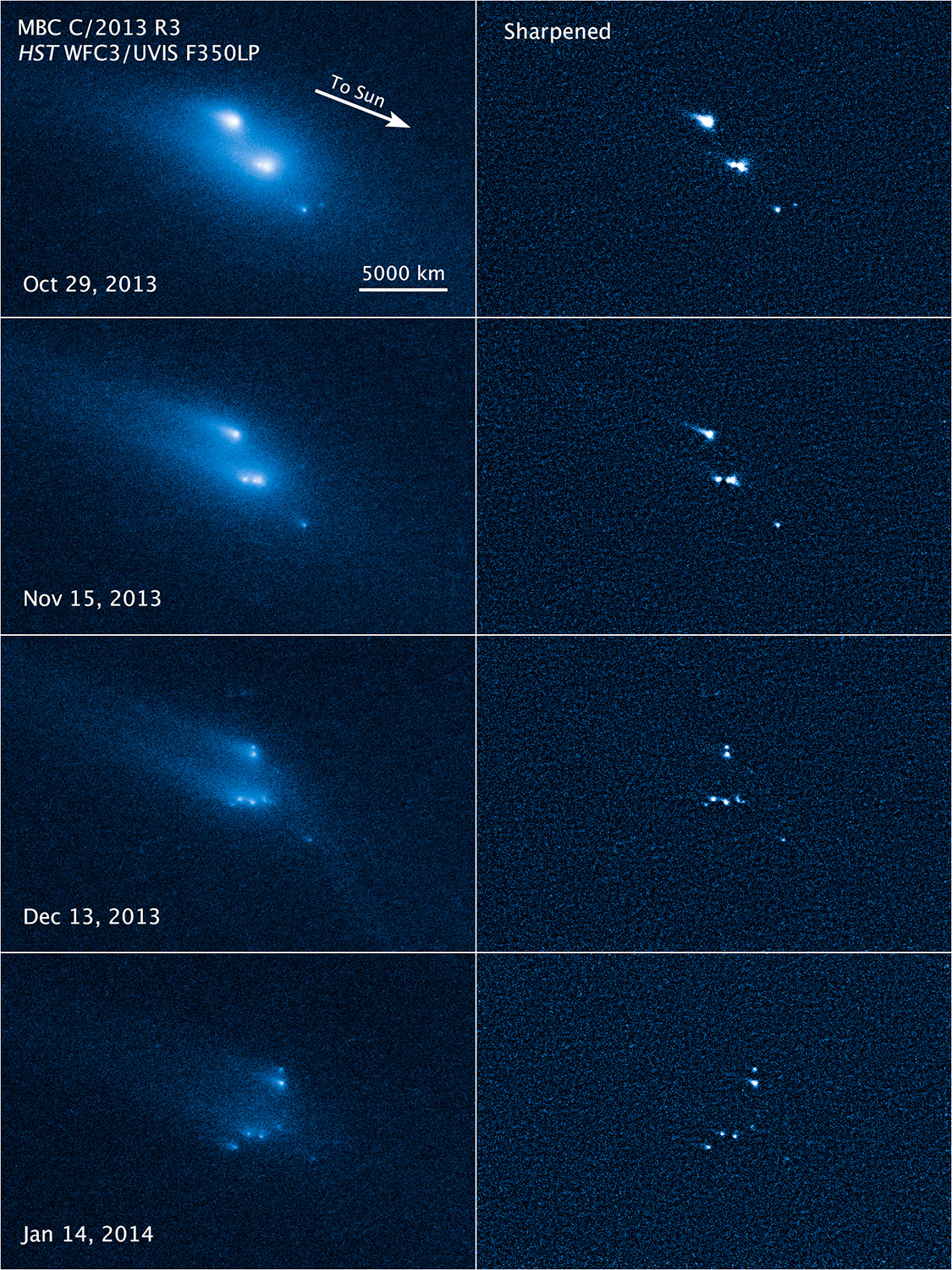
انحلال مذنب P/2013 R3 كما رصدة مرصد هابل الفضائي بين اواخر أكتوبر 2013 واوائل يناير 2014.

 وتشمل الأنواع الأخرى ذات الصلة بما فيها المذنبات التي تمر بمرحلة انتقالية، والتي هي قريبة من الانقراض، مثل المذنبات التي تمت مراقبتها في بحث هابل عن المذنبات التي تمر بمرحلة انتقالية., مذنبات مثل C/2001 OG108 قد تشرح المرحلة الانتقالية بين نموذجي عائلة مذنب هالي وهي مذنبات الفترة الطويلة والمذنبات المنقرضة.
كويكبات داموكلودي تمت دارستها على انها مرشحة لتكون مذنبات منطفئة بسبب تشابه المعلمات المدارية مع تلك المذنبات التابعة لعائلة هالي.
 المذنبات الخاملة هي تلك المذنبات التي حافظت على عناصرها المتطايرة لكنها تحت طبقة سطج غير نشط. مثل المذنب 14827 هيبنوس. قد يكون نواة المذنب قد انقرضت وتغطيها قشرة من سمكها عدة سنتيمترات تمنع المواد المتطايرة المتبقية من تغزية الغازات المحتبسة أو المتجمدة.
مصطلح المذنب الخامل يستخدم أيضا لوصف المذنبات التي قد تصبح نشطة ولكن لم يتم إطلاق الغازات المحتبسة والمتجمدة بنشاط.على سبيل المثال، القنطور 60558 Echeclus قد عرض ذوابة مذنب بعد ان اجتياز الحضيض في أوائل عام 2008 وتم تعين اسم مذنب لة 174P/Echeclus.

## التمييز بين المذنبات والكويكبات
عندما اكتشفت، وشوهدت الكويكبات تم تصنيفها على انها اجرام متميزة عن المذنبات، ولم يكن هناك مصطلح موحد للإثنين حتى صاغ الاتحاد الفلكي الدولي في عام 2006 مصطلح «جرم نظام شمسي صغير» وهذه سوف تشمل معظم كويكبات النظام الشمسي ومعظم أجرام ما وراء نبتون وجميع المذنبات والأجرام الصغيرة الأخرى  والفرق الرئيسي بين كويكب ومذنب هو أن المذنب يظهر ذوابة أو ذيل بسبب التغزية من الثلوج القريبة من السطح عن طريق الإشعاع الشمسي.